# 皇家安特衛普比斯查足球俱樂部
皇家安特衛普比斯查足球俱樂部（Koninklijke Beerschot Voetbalclub Antwerpen）或簡稱比斯查，是位於一間位於比利時安特衛普的職業足球俱樂部，現時參加比利時足球乙級聯賽。比斯查前身為KFCO Wilrijk，2012－13年賽季比斯查AC於2013年5月21日正式宣布破產，KFCO Wilrijk決定接手與比斯查合作保留身份，改名為FCO Beerschot Wilrijk。2019年改名為皇家安特衛普比斯查足球俱樂部。